# Monumentparken

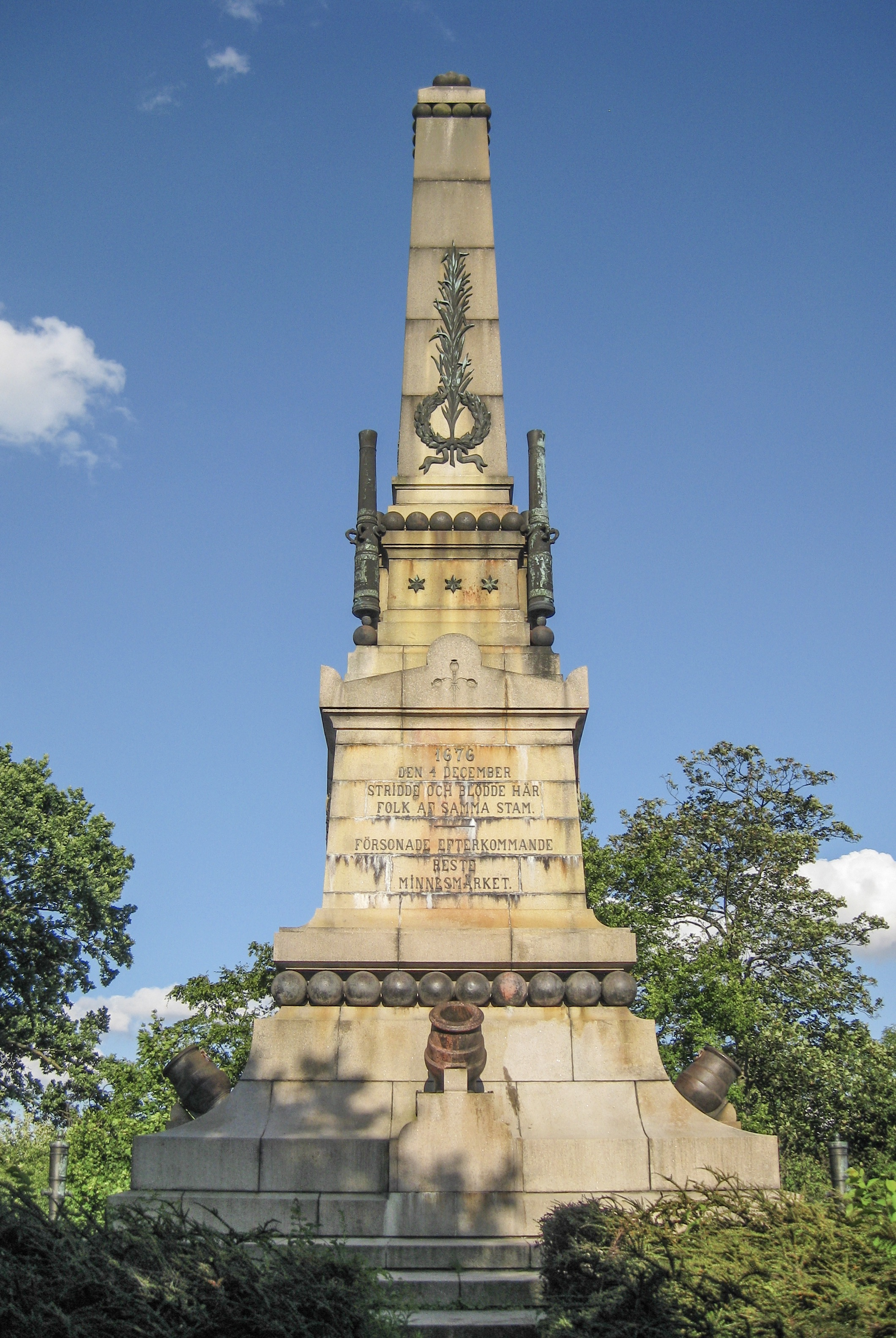
Monumentet.

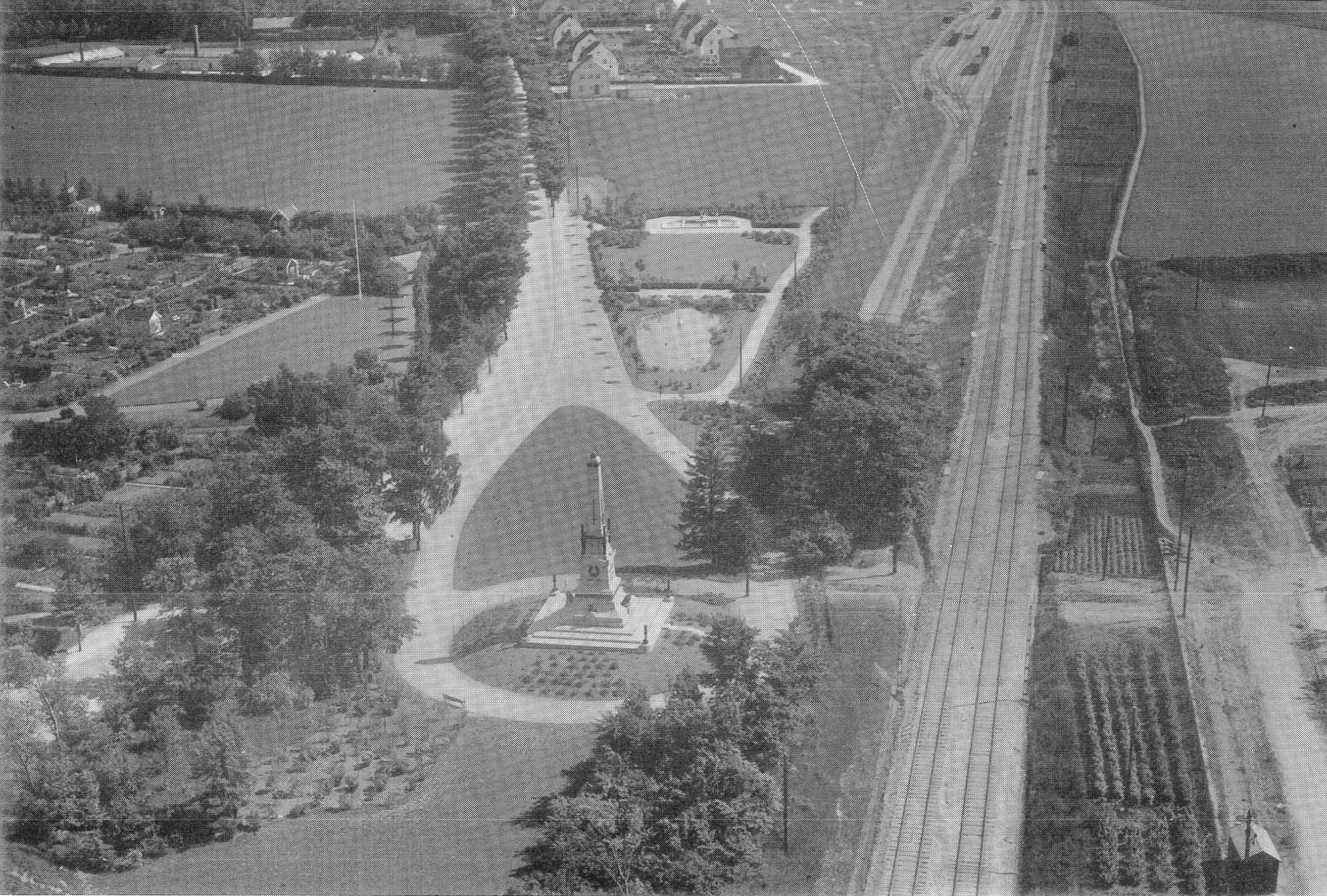
Flygbild över Monumentparken från 1932.

Monumentparken är en park i Möllevången i Lund.
Historikern Martin Weibull och De skånska landskapens historiska och arkeologiska förening tog inför 200-årsjubileet 1876 av slaget vid Lund initiativ till en svensk-dansk insamling till ett monument. Monumentet i obeliskform  ritades av Helgo Zettervall och invigdes 1883. På monumentet finns inskriptionen "1676 den 4 december stridde och blödde här folk af samma stam. Försonade efterkommande reste minnesmärket." till åminnelse av slaget mellan de två närbesläktade folken.  Det uppfördes ursprungligen i betong, men ersattes 1930 med en mer beständig kopia i granit.
Monumentparken ligger mellan Kävlingevägen, Norra ringen och Södra stambanan, ungefär där den svenska och den danska centern drabbade samman under eftermiddagen den 4 december 1676.  Den äldsta delen av parken utgjordes ursprungligen av en mindre plantering kring monumentet. Åren 1909–11 utvidgades området norrut och kom att innefatta en bronsåldershög, Lerbäckshög, där det hölls ting och dömdes enligt Skånelagen.
År 1930 utsträcktes parkområdet söderut med perennrabatter och en damm efter ritningar av stadsträdgårdsmästare Oscar Ahlström.
| ”                                                                     | Her ligger kecke Mend, hvis Been oc Blod er blandet Iblandt hinanden, saa at Ingen siger andet End de er aff een Slect; de var oc aff een Troe Dog kunde de med Fred ey hos hinanden boe. | „ |
| – Hans Gerner, dansk präst, 1681, inskrift på en av monumentets sidor | |   |

## Fem kanoner stulna

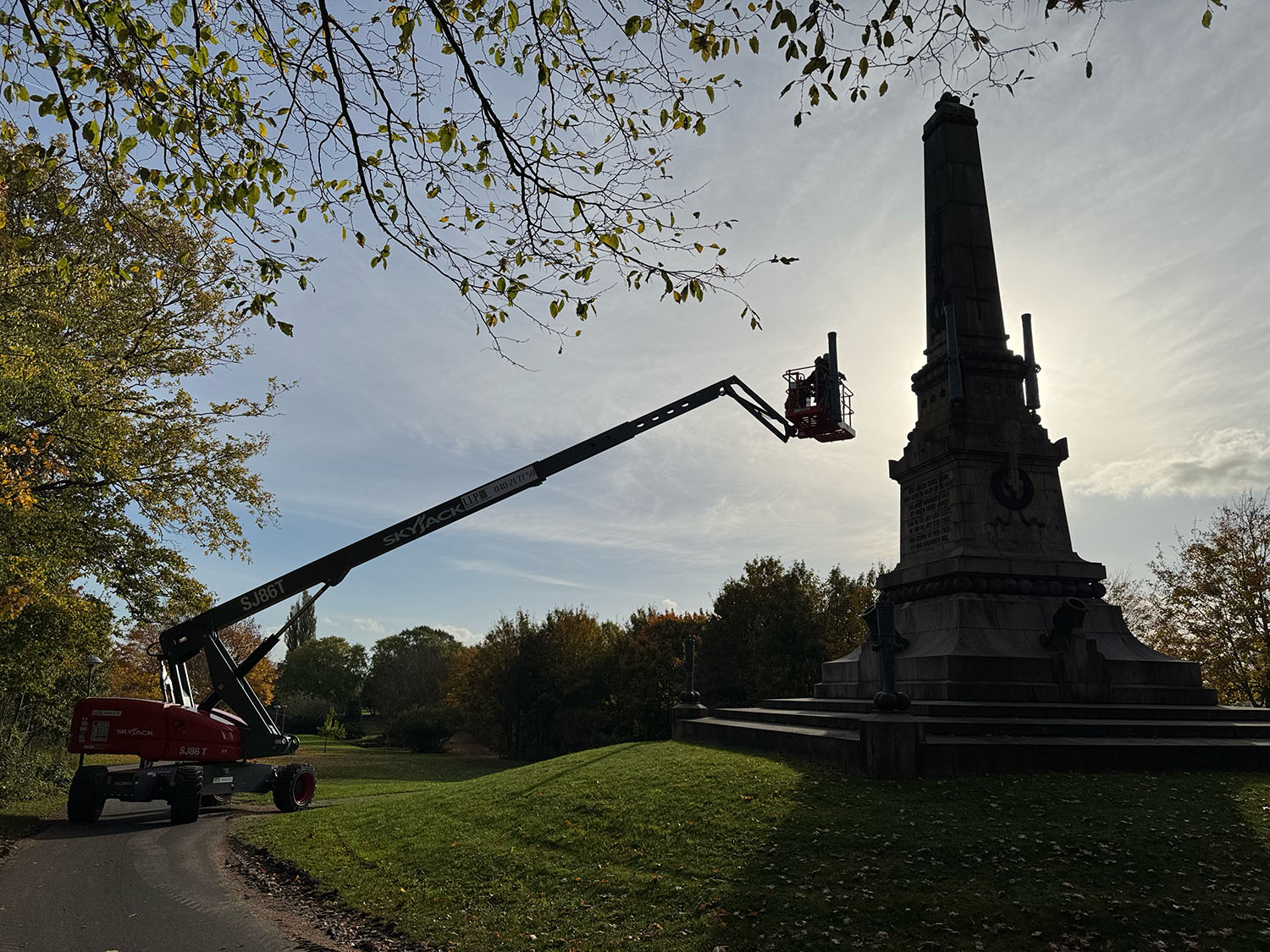
Nya kanoner sattes upp 2024 för att ersätta dem som stals 2019.

I slutet av oktober 2019 stals fem stycken kanoner från Monumentet. Fyra av de försvunna kanonerna (år 1779) var placerade på marken, runt statyn i Monumentsparken. Den femte kanonen (fr. 1693) befann sig cirka fem meter upp på statyn. De stulna kanonerna är runt en och en halv meter långa. Ingen har ännu åtalats för stölden (våren 2022). Under våren 2022 arbetade man på metallgjuteriet Rosengrens i Malmö, med att återskapa de stulna kanonerna. Nya kanoner sattes upp den 23 oktober 2024.